# Godfried Toussaint
Godfried Theodore Patrick Toussaint (1944 – Tokyo, 22 luglio 2019) è stato un informatico e matematico canadese, professore nella scuola di informatica dell'Università McGill a Montréal, in Canada.

## Biografia
Laureatosi presso l'Università di Tulsa nel 1968, era un esperto in varie funzioni di geometria di calcolo e relative applicazioni: riconoscimento di forme, pianificazione di movimento, visualizzazione in computer grafica ed altro.
Fra i suoi interessi vi furono anche il reperimento delle informazioni musicali e la teoria musicale computazionale. È ricordato, inoltre, per uno studio scientifico sulla generazione dei ritmi musicali tradizionale tramite l'algoritmo euclideo per il massimo comun divisore (si veda ritmo di Euclide)

## Opere
- G. T. Toussaint, Editor, Computational Geometry, North-Holland Publishing Company, Amsterdam, 1985.
- G. T. Toussaint, Editor, Computational Morphology, North-Holland Publishing Company, Amsterdam, 1988.
- I. Khoury, G. Toussaint, A. Ciampi, I. Antoniano, C. Murie, and R. Nadon, “Proximity-Graph-Based Tools for DNA Custering,” Encyclopedia of Data Warehousing and Mining (Second Edition), John Wang, Editor, Vol. IV Pro-Z, August 2008, pp. 1623–1631.
- E. D. Demaine, B. Gassend, J. O'Rourke, and G. T. Toussaint, “All polygons flip finitely... right?” Surveys on Discrete and Computational Geometry: Twenty Years Later, J. E. Goodman, J. Pach, and R. Pollack, Editors, in Contemporary Mathematics, Vol. 453, 2008, pp. 231–255.
- J. O'Rourke and G. T. Toussaint, "Pattern recognition," Chapter 51 in the Handbook of Discrete and Computational Geometry, Eds., J. E. Goodman and J. O'Rourke, Chapman & Hall/CRC, New York, 2004, pp. 1135–1162.
- M. Soss and G. T. Toussaint, “Convexifying polygons in 3D: a survey,” in Physical Knots: Knotting, Linking, and Folding Geometric Objects in R3, AMS Special Session on Physical Knotting, Linking, and Unknotting, Eds. J. A. Calvo, K. Millett, and E. Rawdon, American Mathematical Society, Contemporary Mathematics Vol. 304, 2002, pp. 269–285.
- G. T. Toussaint, “Applications of the Erdős–Nagy theorem to robotics, polymer physics and molecular biology,” Año Mundial de la Matematica, Sección de Publicaciones de la Escuela Tecnica Superior de Ingenieros Industriales, Universidad Politecnica de Madrid, 2002, pp. 195–198.
- J. O'Rourke and G. T. Toussaint, "Pattern recognition," Chapter 43 in the Handbook of Discrete and Computational Geometry, Eds., J. E. Goodman and J. O'Rourke, CRC Press, New York, 1997, pp. 797–813.
- G. T. Toussaint, “Computational geometry and computer vision,” in Vision Geometry, Contemporary Mathematics, Volume 119, R. A. Melter, A. Rozenfeld and P. Bhattacharya, Editors, American Mathematical Society, 1991, pp. 213–224.
- H. A. ElGindy and G. T. Toussaint, “Computing the relative neighbor decomposition of a simple polygon,” in Computational Morphology, G. T. Toussaint, Editor, North-Holland, 1988, pp. 53–70.
- J. R. Sack and G. T. Toussaint, “Guard placement in rectilinear polygons,” in Computational Morphology, G. T. Toussaint, Ed., North-Holland, 1988, pp. 153–176.
- G. T. Toussaint, “A graph-theoretical primal sketch,” in Computational Morphology, G. T. Toussaint, Ed., North-Holland, 1988, pp. 229–260.
- G. T. Toussaint, “Movable separability of sets,” in Computational Geometry, G.T. Toussaint, Ed., North-Holland Publishing Co., 1985, pp. 335–375.
- B. K. Bhattacharya and G. T. Toussaint, “On geometric algorithms that use the furthest point Voronoi diagram,” in Computational Geometry, G.T. Toussaint, Ed., North-Holland Publishing Co., 1985, pp. 43–61.